# Helicoconis nebulosa
Helicoconis nebulosa är en insektsart som först beskrevs av Frederic Charles Fraser 1957. 
Helicoconis nebulosa ingår i släktet Helicoconis och familjen vaxsländor. Inga underarter finns listade i Catalogue of Life.